# Else Berg
Else Berg (Ratibor (Silezië), 19 februari 1877 – Auschwitz (Silezië), 19 november 1942) was een Joods-Duits-Nederlandse kunstschilderes die wordt gerekend tot de Bergense School. Ze was getrouwd met de Joods-Nederlandse kunstschilder en graficus Mommie Schwarz. Beiden zijn in het concentratiekamp Auschwitz in 1942 om het leven gebracht.

## Jeugd en opleiding
De ouders van Else Berg kwamen uit het westen van Pruisen en verhuisden naar het oosten, naar Ratibor (nu Polen) om hun levensstandaard te verbeteren. Else Berg werd daar geboren, in een modern, liberaal Joods gezin met 6 kinderen. Haar vader had inmiddels een kleine sigarenfabriek en was in goeden doen. Uit haar jeugd is weinig bekend. Else kreeg van haar ouders de gelegenheid om een kunstopleiding te gaan volgen in Berlijn. Het is niet duidelijk waar ze studeerde; volgens een catalogus van het Stedelijk Museum Amsterdam uit 1924 was zij 'Leerlinge van Prof. [Arthur] Kampf, te Berlijn', maar haar naam is tot nu toe niet teruggevonden in de archieven van de kunstacademie waar Kampf toen doceerde.

## Leven
Rond 1909 kreeg Else in Berlijn bezoek van haar Nederlandse neef Mommie Schwarz die uit New York terug was gekomen en ook schilderde. Samen gingen ze naar Parijs om van dichtbij kennis te nemen van de modernisering van de kunst - nog voor de Nederlandse schilders, en latere vrienden, Leo Gestel, Jan Sluijters en Piet Mondriaan daar naartoe gingen. Ze vestigden zich circa 1910 definitief in Amsterdam en werden gerekend tot de 'ultra-modernen'. Berg en Schwarz bleven hun leven lang samenwerken en reizen, al behielden ze altijd ieder een eigen atelierwoning. In 1920 trouwden ze; dankzij haar huwelijk kon Berg in 1924 tot Nederlandse worden genaturaliseerd. In 1913 werd ze lid van de kunstenaarsvereniging Sint Lucas in Amsterdam.
Hoewel vooral Schwarz het financieel moeilijk had, maakten ze vele werkreizen naar familie in Arnhem, Berlijn, Ratibor en Königsberg, naar het toenmalige Tsjechoslowakije en Joegoslavië en naar België, Frankrijk en Italië. De periode in 1914 op Mallorca (samen met Leo Gestel en zijn vrouw An) is het best bekend en heeft licht kubistisch, kleurrijk werk opgeleverd. De opkomst van de nazi's deed veel familieleden naar Engeland en Amerika vluchten. Berg en Schwarz voelden zich aanvankelijk veilig in Amsterdam. Zoals zovele liberale Joden weigerden zij de Jodenster te dragen toen dat verplicht werd en doken onder in Baambrugge. Mogelijk uit angst voor verraad keerden ze terug naar Amsterdam. Ze zijn daar alsnog verraden, werden op 12 november 1942 opgepakt en via Westerbork gedeporteerd naar Auschwitz. Direct na aankomst zijn ze daar op 19 november 1942 vermoord.

## Werk
Het werk van Else Berg is uitermate gevarieerd van stijl. Ze liet zich inspireren door vele stromingen in de moderne schilderkunst, waaronder luminisme en kubisme, maar koos altijd een eigen aanpak. Ze heeft enige tijd (rond 1918) in Bergen (Schoorl) gewerkt en wordt soms tot de Bergense School gerekend, maar is zeker geen 'klassiek' voorbeeld van die stroming die gekenmerkt wordt door figuratie met kubistische invloeden en een expressionistische toets in donkere tinten.

## Exposities
Else Berg exposeerde vanaf 1912 op ten minste 120 groepstentoonstellingen in binnen- en buitenland en op 12 solotentoonstellingen, waaronder 3 door haarzelf georganiseerd op haar atelier. Van de tijd voor 1912 is weinig bekend.

## Herdenking
In het Sarphatipark in Amsterdam-Zuid werden twee Stolpersteine gelegd voor Else Berg en Mommie Schwarz.

## Galerij van werken

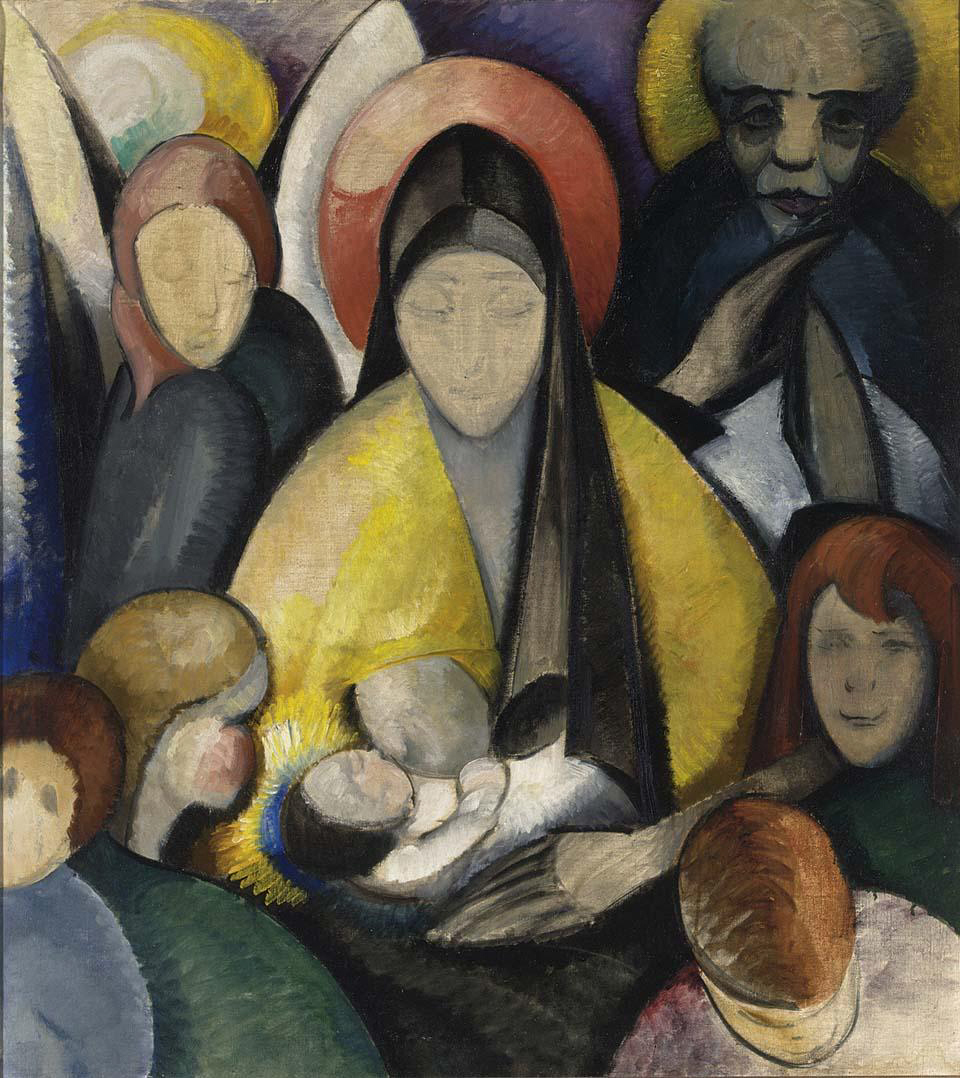
Compositie No. 2, c. 1920, olieverf op doek
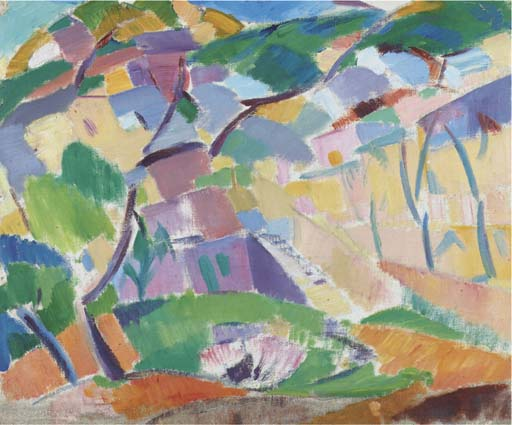
Mallorca, 1914, olieverf op doek
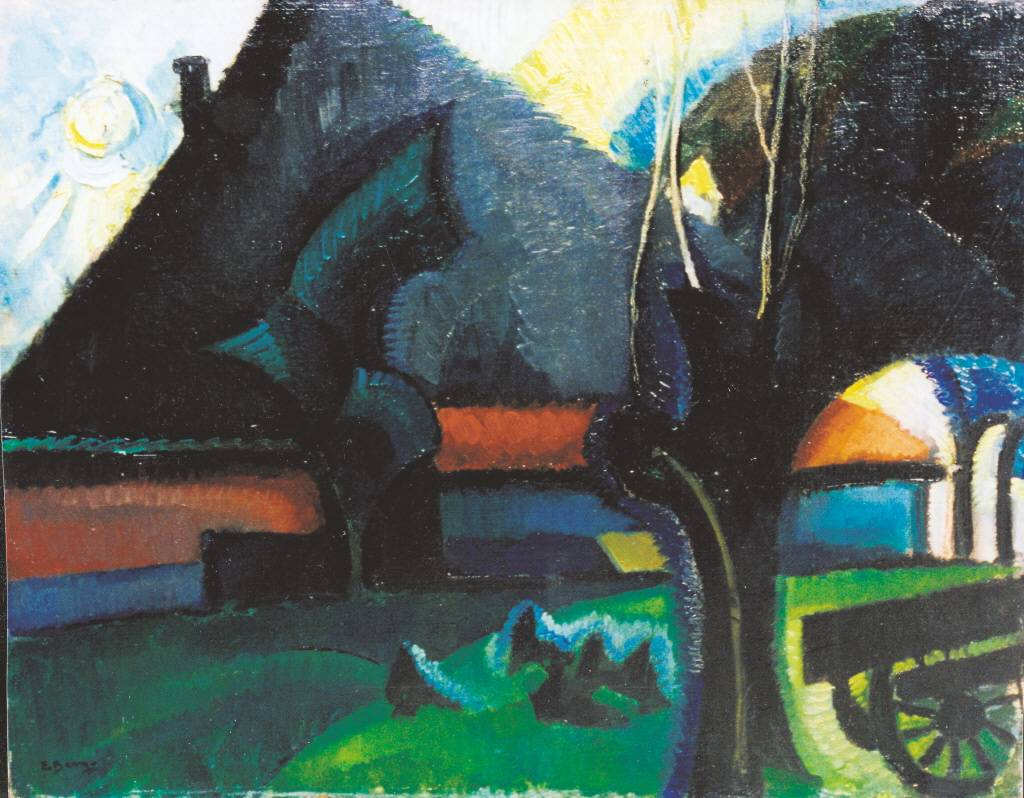
Boerderij in Schoorl, 1915
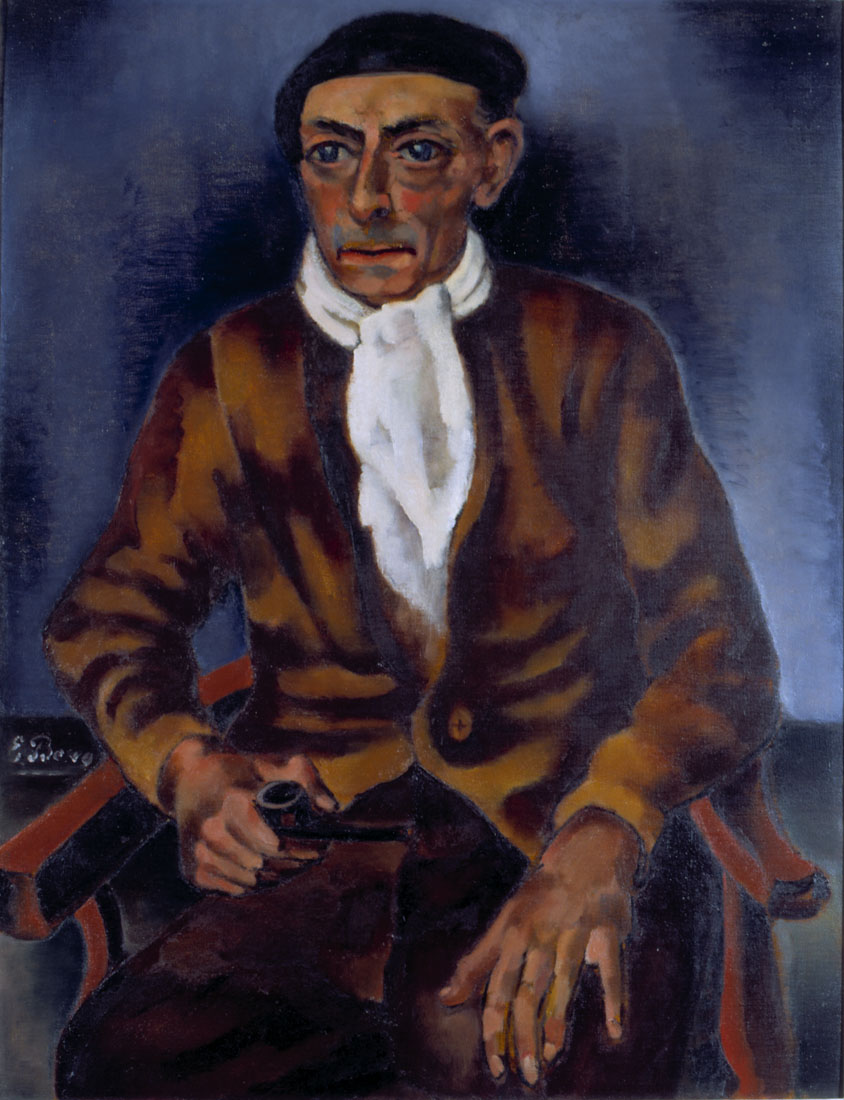
Portret van [haar man] Mommie Schwarz, 1936

## Werk in openbare collecties (selectie)
- Joods Historisch Museum, Amsterdam
- Rijksmuseum Amsterdam[3]
- Stedelijk Museum Alkmaar
- Stedelijk Museum Amsterdam